# Tschust-Kultur
Die Tschust-Kultur war eine Kultur aus der frühen Eisenzeit bzw. späten Bronzezeit, die das Ferghanatal von etwa 1200 v. Chr. bis 900 v. Chr. besiedelte.

## Lebensweise
Der wichtigste Wirtschaftszweig war die Landwirtschaft. Der Trockenfeldbau war ihnen bekannt und basierte auf der Wasserentnahme aus kleinen Gewässern. Die Siedlungen lagen deshalb meist unweit von kleineren Flüssen oder Quellen und variieren in ihrer Größe. Die größte ist mit einer Größe von 25 ha Dalversin-Tepe, weitere größere Orte waren das namensgebende Tschust, Dachan und Aschchal. Sie hatten Stadtmauern, Dalversin-Tepe besaß sogar eine Zitadelle.
Die Wohnstätten waren anfänglich meist ausgehobene Gruben mit Dach, in der späteren Zeit wurden sie oberirdisch aus ungebrannten Ziegeln errichtet. Verstorbene wurden außerhalb der Siedlungen, u. a. in verlassenen Häusern, beigesetzt.
Die Werkzeuge waren bereits entwickelt. Eines der meistverwendeten Materialien waren Knochen. Aus Bronze wurde eine breite Palette an Gegenständen hergestellt. Spiegel wurden gefunden. Eisen war bekannt und wurde für den Bau von Waffen verwendet.

## Zuordnung
Die Herkunft ist unter Wissenschaftlern umstritten.
Das Keramikhandwerk deutet auf eine Verbindung mit anderen Kulturen des südlichen Zentralasiens hin. Ähnliche Keramikartefakte wurden in der Nähe von Samarqand gefunden. Auch in Turkmenistan wurden solche Artefakte gefunden. In Xinjiang gab es Funde von Tschust-ähnlichen Werkzeugen. Aufgrund der weiten geographischen Verteilung der Funde wird manchmal von einer Tschust-Superkultur gesprochen, die große Teile der Region besiedelte.